# 陳中榮
陳中榮，字孟仁，號竹裡，贵州綏陽人，清朝政治人物、同進士出身。

## 生平
雍正十年（1732年）壬子科贵州乡试解元，雍正十一年（1733年）癸丑科進士，三甲一百九十二名，选庶吉士，散館授檢討，官至河南南陽府知府。